# حوض القوس الداخلي
يُعد حوض القوس الداخلي في الجيولوجيا حوضًا رسوبيًا يوجد وسط قوس بركاني. تميل الأحواض الموجودة بجوار البراكين إلى استضافة تسلسلات رسوبية بركانية. تُعد مجموعة كورا مالين [الإنجليزية] على الحدود بين تشيلي والأرجنتين مثالًا عن حوض القوس الداخلي.
تبدو أن بعض الصخور البركانية من حقبة الطلائع الحديثة في وسط الصحراء الشرقية لمصر المستمدة من مصادر بركانية ثنائية النسق قد ترسبت في أحواض مرتبطة بالقوس، بما في ذلك أحواض قوسية أو قوسية خلفية، وأحواض القوس الداخلي، وحوض قوس رجعي من الهامش القاري النشط.